# Ine (Kyoto)
Ine (Japans: 伊根町, Ine-chō) is een gemeente in het district Yosa in de prefectuur Kyoto, Japan.
In 2008 had de gemeente 2500 inwoners. De bevolkingsdichtheid bedraagt 40,3 inw./km². De oppervlakte van de gemeente is 61,98 km².